# Leucojum aestivum
Leucojum aestivum là một loài thực vật có hoa trong họ Amaryllidaceae. Loài này được L. mô tả khoa học đầu tiên năm 1759.

## Đặc điểm
Leucojum aestivum còn được ví như "Bông tuyết mùa hè", vì hoa có màu trắng tinh khôi, cúi đầu xuống đất hình chiếc chuông với những chiếc vòi có đầu màu xanh lá, lủng lẳng và khá cứng cáp.
Loài cây này thường nở hoa vào mùa xuân, nở từ 4 - 8 bông. Đặc biệt, những bông hoa còn có mùi thơm socola nhẹ nhàng.
Chúng cao tới 14 - 18 inch (35 - 45 cm), khá dễ trồng, phát triển tốt trong đất giàu hữu cơ, độ ẩm trung bình, thoát nước tốt và có bóng râm 1 phần.

## Hình ảnh

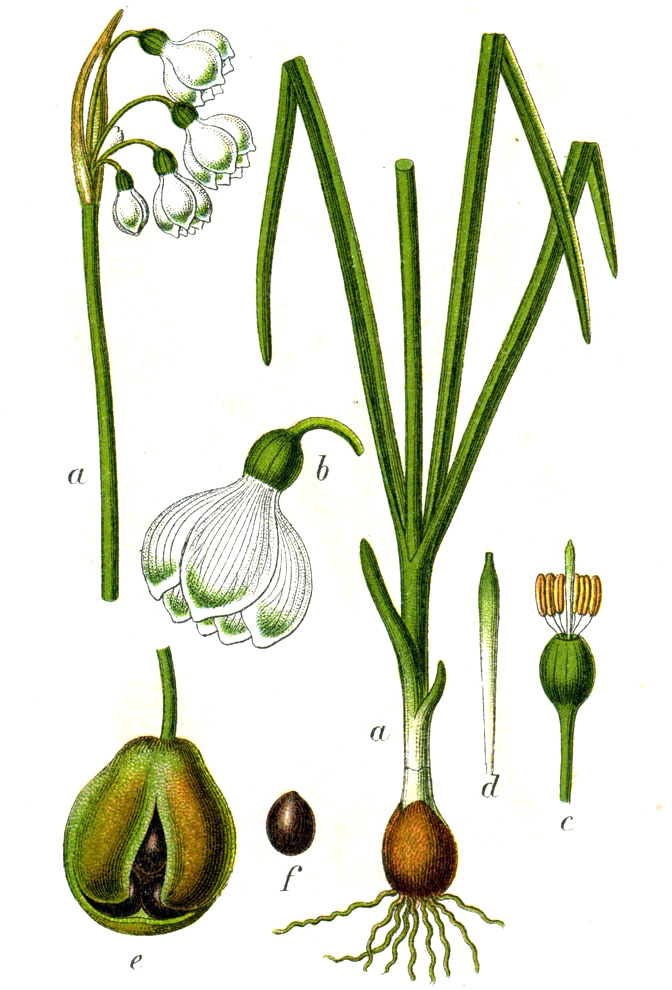
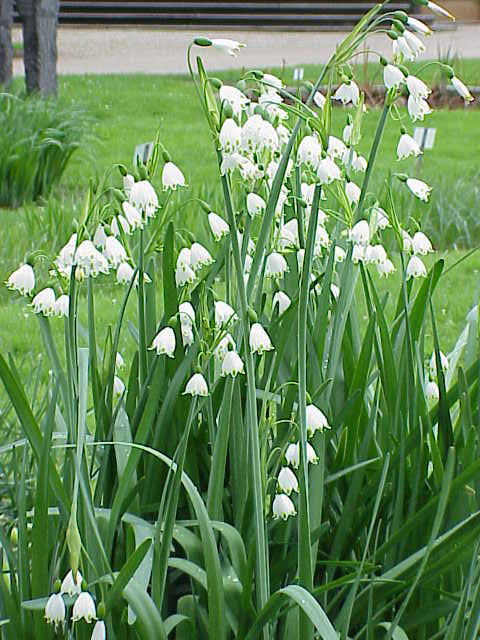
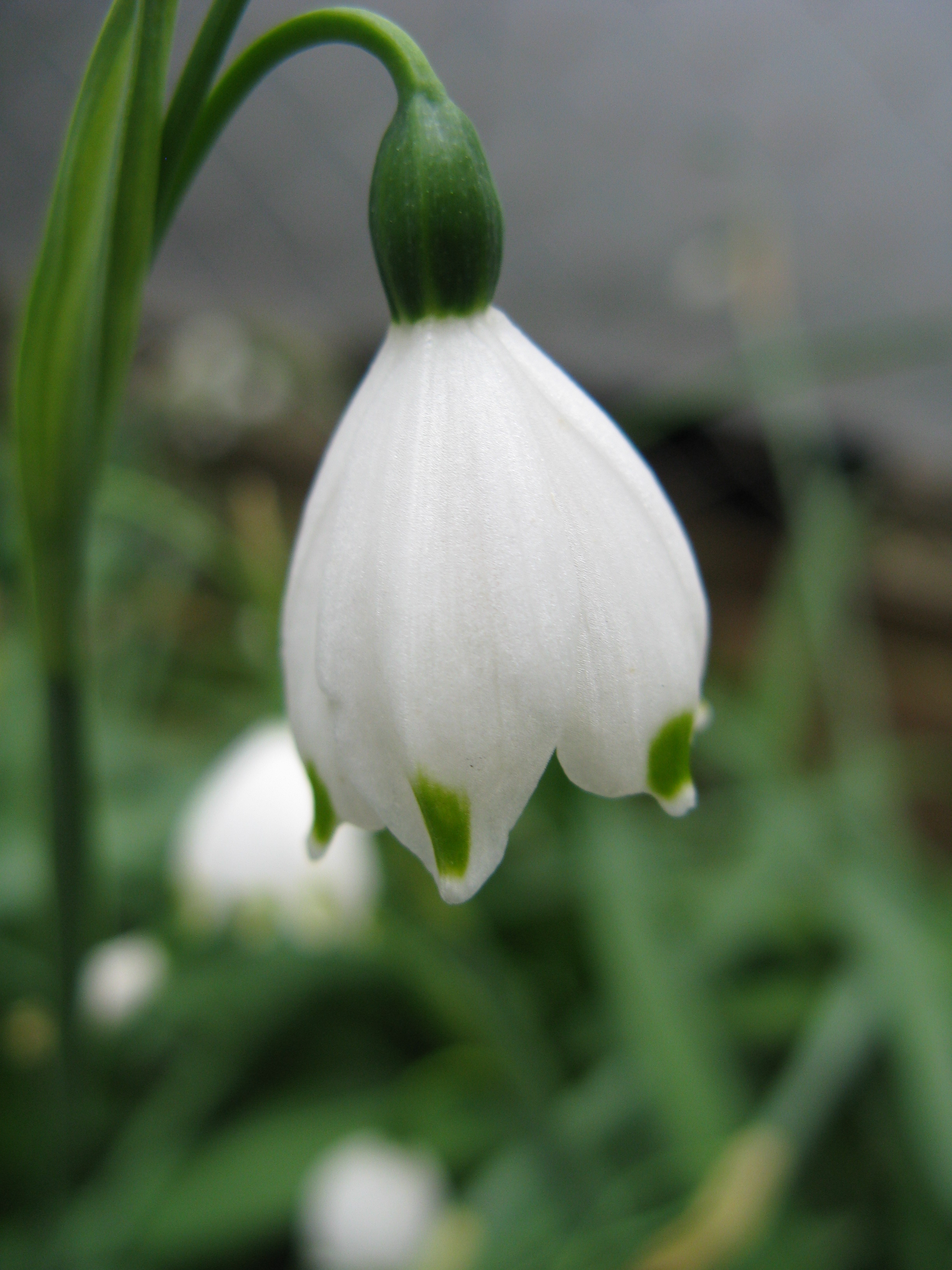
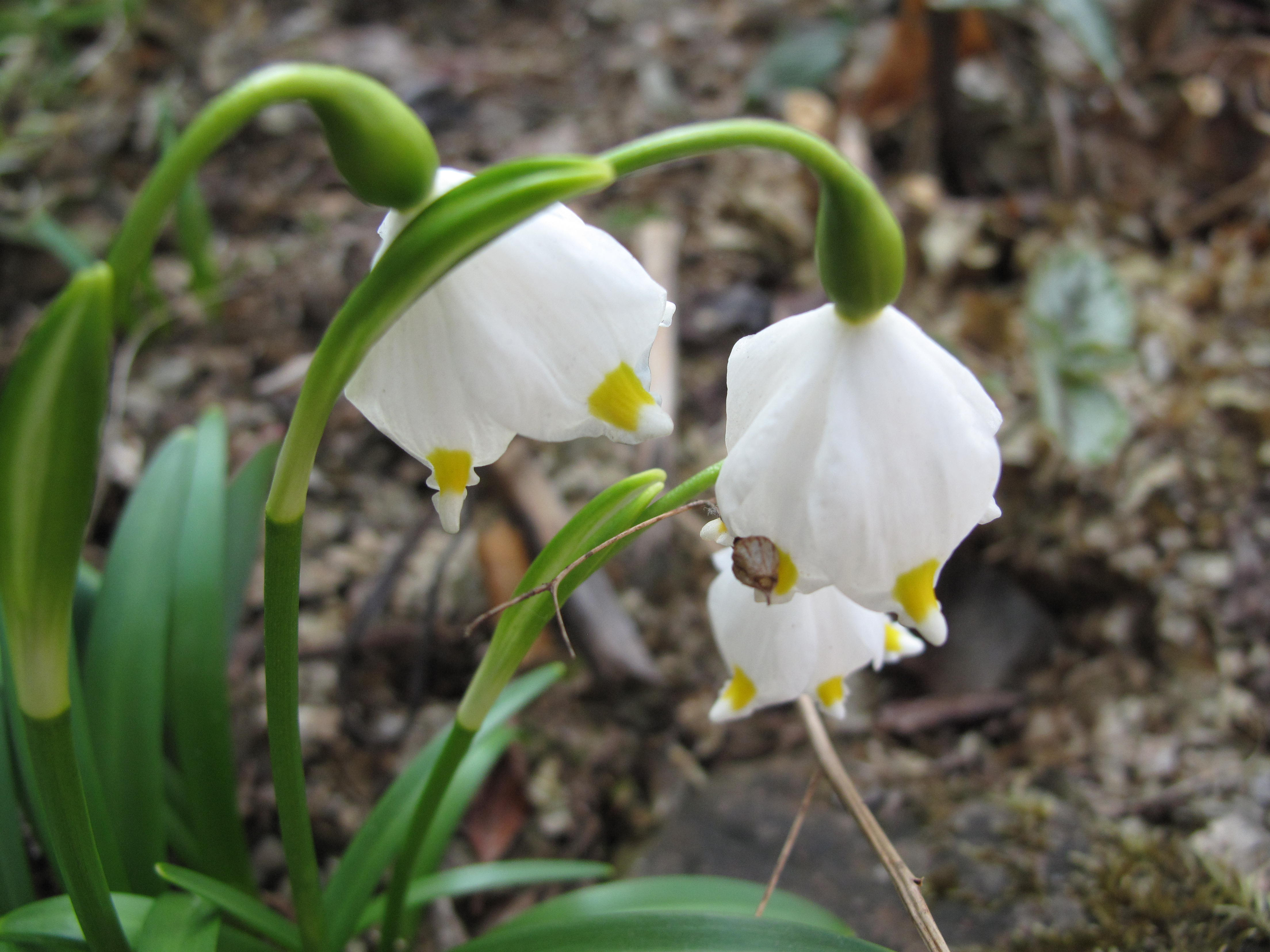